# Acer yuii
Acer yuii är en kinesträdsväxtart som beskrevs av Fang. Acer yuii ingår i släktet lönnar, och familjen kinesträdsväxter. Inga underarter finns listade i Catalogue of Life.